# Kopalnia Piasku Kuźnica Warężyńska
Kopalnia Piasku Kuźnica Warężyńska S.A. (KP Kuźnica Warężyńska) – polskie przedsiębiorstwo wydobywcze i transportowe istniejące w latach 1991–2007.
Firma powstała w 1991 roku w wyniku restrukturyzacji, a następnie likwidacji Przedsiębiorstwa Materiałów Podsadzkowych Przemysłu Węglowego. W 1994 roku stała się jednoosobową spółką Skarbu Państwa, a następnie weszła w skład majątku NFI Piast.
KP Kuźnica Warężyńska zajmowała się przede wszystkim wydobyciem piasku i transportem podsadzki dla kopalń Górnośląskiego Okręgu Przemysłowego. Należało do niej pole piaskowe Kuźnica Warężyńska położone w okolicach Dąbrowy Górniczej i Będzina. Firma poza działalnością górniczą zajmowała się również transportem kolejowym dla zakładów przemysłowych. Prowadziła towarowe przewozy kolejowe taborem własnym oraz zarządzała infrastrukturą kolejową, którą udostępniała licencjonowanym przewoźnikom kolejowym. Jednym z ważniejszych klientów spółki były Grupa Atlas i Elektrownia Łagisza.
Od początku XXI wieku postępował proces prywatyzacji firmy. W 2007 roku spółka połączyła się z PTKiGK Zabrze i stała się częścią przedsiębiorstwa PTK Holding.
W związku z ograniczeniami w wydobyciu piasku, w ostatnich latach działalności, przedsiębiorstwo wycofywało się z pracy górniczej. W 2005 roku wyrobiska zostały zamienione w sztuczny zbiornik wodny Kuźnica Warężyńska. Prace wydobywcze prowadzone były jedynie metodą podwodną. Infrastruktura kolei piaskowych została natomiast przekwalifikowana z linii kolejowych na bocznice kolejowe oraz w znacznej części rozebrana.